# نوفاراما

الشعار السابق لشركة نوفاراما

نوفاراما (بالإنجليزية: Novarama Technology)‏ ، هي شركة إسبانية لتطوير ألعاب الفيديو وهي تابعة لشركة سوني كمبيوتر إنترتنمنت أوروبا، وتقع مقرها في مدينة برشلونة الإسبانية، أسست سنة 2003م، وأنتجت أشهر الألعاب ومنها : إنفيزيمالز وويلد سومر.

## وصلة خارجية
- الموقع الرسمي